# Horseshoes and Handgrenades
«Horseshoes and Handgrenades» («Herraduras y Granadas») es una canción escrita por Billie Joe Armstrong y lanzada como parte del disco 21st Century Breakdown del año 2009. Aparece como la decimocuarta pista.
La canción habla sobre la manera en que ven que su mundo se viene abajo tras haber dejado las drogas y cómo tienen que luchar contra él.
Las únicas veces que se tocó en vivo, fue durante los primeros conciertos de la gira promocional del disco, en donde se tocaba el disco entero.